# Diario de Ferrol
Diario de Ferrol es un diario español que se publica en Ferrol (Galicia) editado por el grupo Editorial La Capital que también es responsable, entre otros, de los diarios El Ideal Gallego, DxT Campeón, Diario de Bergantiños o Diario de Arousa. Es un periódico de carácter eminentemente local, centrado en la comarca de Ferrol.

## Antecedentes
El primer periódico que nace en Ferrol data de 1804 llamado Descripción Económica del Reino de Galicia. Este periódico lo editaba José Lucas Labrada. En 1845 José Lucas Labrada también edita El Águila y en 1846 El Ferrolano. También en Ferrol se funda en 1878 El Correo Gallego. Fue fundado por excapitán de la Armada Española y posteriormente alcalde de la ciudad, José Mariano Abizanda y San Martín. En 1905 aparece el primer telégrafo sin hilos que da lugar al primer periódico con importancia a nivel local bajo el nombre Diario Ferrolano. El dueño de este periódico era el diputado y periodista Rafael Barcón y lo componían Adolfo Lahorra, como director; Servando G. Brioso, que se ocupaba de los temas de Guerra y Marina; Felipe Landrove, de literatura; Vicente Auboin, de las crónicas extranjeras, Antonio Casas de la sección religiosa, Carlos Romero, de las notas de sociedad e Ildefonso Barcón de Alba, de todo lo concerniente a las noticias locales, sociales, entrevistas, etc.

## Historia
Entre 1999 y 2000 el periódico lanza su primera página web y se interna así dentro del concepto del periodismo digital. Durante estos año también lo hacen La Voz de Galicia, Faro de Vigo o El Ideal Gallego, aunque el predecesor y el primer periódico gallego en lanzar página web propia fue El Correo Gallego. Su página web en la actualidad cuenta con 11 secciones: Ferrol, Comarcas, Galicia, España, Política, Mundo, Economía, Sociedad, Deportes, Opinión y Espazo Educativo.
En 2013 y consecuencia de la crisis económica el periódico tuvo que hacer un recorte de personal. Dicho recorte fue rechazado por la redacción del diario que convocó una manifestación en las puertas de la misma. Esta manifestación contó con el apoyo de varios colectivos sindicalistas entre los que destacó la Asociación de Prensa de La Coruña.
En 2016 el Diario de Ferrol publicó una columna titulada «Hasta el culo» que fue el centro de atención por su contenido. El autor, José Luis Patiño, aludió estar en contra de la celebración del Día del Orgullo Gay con un argumentario que fue muy criticado.
El Diario de Ferrol ha publicado tres libros bajo su sello editorial: Vida e obra de María Mariño de Patricia Arias Chachero, Raza e terra de Claudio Rodríguez González y Ferrol en la historia marítima de Alejandro de Arce Andratschke. Así como la composición en forma de pasodoble con título Diario de Ferrol del compositor Miguel Brotóns.
En la sede del periódico se encontraba también el museo Xornalismus sobre la historia del periodismo; pero ahora se encuentra en la calle Dolores número 12. Este museo no está abierto al público; solo se puede visitar por grupos de alumnos con solicitud previa. En él se pueden visitar máquinas de escribir, cámaras fotográficas e impresoras antiguas usadas por periodistas.

## Equipo de dirección
- Directora: Cristina Rodríguez Calvo
- Marketing y Relaciones Públicas: Mariña Bello Vázquez
- Redacción: Montserrat Fernández, Jorge Guzmán, Verónica Vázquez Cabeza, José Gómez Fandiño y Rita Tojeiro Ces.
- Deportes: Miriam Tembrás y Blanca Troca.
- Jefes sección
  - Deportes: Juan Quijano
  - Responsable Web: Marta Corral
- Fotografía: Jorge Meis, Daniel Alexandre y Emilio Cortizas.